# Bob Joyce
Robert Thomas „Bob“ Joyce (* 11. Juli 1966 in Saint John, New Brunswick) ist ein ehemaliger kanadischer Eishockeyspieler, der in seiner aktiven Zeit von 1984 bis 2000 unter anderem für die Boston Bruins, Washington Capitals und Winnipeg Jets in der National Hockey League, der Düsseldorfer EG sowie den EV Landshut und die München Barons in der DEL gespielt hat.

## Karriere
Robert Joyce begann seine Karriere als Eishockeyspieler in der Mannschaft der University of North Dakota, in der er von 1984 bis 1987 aktiv war. Zuvor wurde er bereits als High-School-Spieler im NHL Entry Draft 1984 in der vierten Runde als insgesamt 82. Spieler von den Boston Bruins ausgewählt, für die er in der Saison 1987/88 sein Debüt in der National Hockey League gab. In seinem Rookiejahr erreichte der Angreifer mit seiner Mannschaft die Finalspiele um den Stanley Cup, in dem er mit dem Bruins in der Best-of-Seven-Serie mit einem Sweep den Edmonton Oilers unterlag. Am 13. Dezember 1989 wurde er im Tausch für Dave Christian an die Washington Capitals abgegeben, bei denen er die folgenden eineinhalb Jahre in der NHL verbrachte, ehe er im Mai 1991 zusammen mit Tyler Larter und Kent Paynter im Tausch für Craig Duncanson, Brent Hughes und Simon Wheeldon zu den Winnipeg Jets transferiert wurde. Für Winnipeg stand der Linksschütze in den folgenden beiden Spielzeiten nur jeweils ein Mal in der NHL auf dem Eis und lief ansonsten für deren Farmteam aus der American Hockey League, die Moncton Hawks, auf.
Von 1993 bis 1997 spielte Joyce je zwei Jahre in der International Hockey League für die Las Vegas Thunder und die Orlando Solar Bears, ehe er von der Düsseldorfer EG aus der Deutschen Eishockey Liga verpflichtet wurde, die er nach nur einem Jahr aufgrund ihres Rückzuges aus der DEL wieder verließ, um für den EV Landshut zu spielen. Als dieser ein Jahr später seine DEL-Lizenz verkaufte, schloss sich der Kanadier den neu gegründeten München Barons an, mit denen er in der Saison 1999/2000 Deutscher Meister wurde. Im Anschluss an diesen Erfolg beendete er seine Karriere.

### International
Für Kanada nahm Joyce an den Olympischen Winterspielen 1988 in Calgary teil, bei denen er mit seiner Mannschaft den vierten Platz belegte.

## Erfolge und Auszeichnungen
- 1987 WCHA First All-Star Team
- 1987 NCAA West First All-American Team
- 1987 NCAA Championship All-Tournament Team
- 2000 Deutscher Meister mit den München Barons